# Belagerung von Reval
1. Phase: Schwedische Dominanz (1700–1709)
Dänischer Kriegsschauplatz (1700)
Humlebæk • Tönning I 
Livländ./ Estnischer Kriegsschauplatz (1700–1708)
Riga I • Jungfernhof • Varja • Pühhajoggi • Narva • Petschora • Düna • Rauge • Erastfer • Hummelshof • Embach • Tartu • Narva II • Wesenberg I • Wesenberg II
Ingermanländ./ Finnischer Kriegsschauplatz (ab 1701)
Archangelsk • Ladogasee • Nöteborg • Nyenschanz • Newa • Systerbäck • Petersburg • Wyborg I • Porvoo • Newa II • Koporje II • Kolkanpää
Litauisch-weißrussischer Kriegsschauplatz (1702–1706)
Vilnius • Saladen • Jakobstadt • Gemauerthof • Mitau • Grodno I • Olkieniki • Njaswisch • Klezk • Ljachawitschy
Polnischer Kriegsschauplatz (1702–1706)
Klissow • Pułtusk • Thorn • Lemberg • Warschau • Posen • Punitz • Tillendorf • Rakowitz • Praga • Fraustadt • Kalisch 
Russischer Kriegsschauplatz (1708–1709)
Grodno II • Golowtschin • Moljatitschi • Rajowka • Lesnaja • Desna • Baturyn • Koniecpol • Weprik • Opischnja • Krasnokutsk • Sokolki • Poltawa I • Poltawa II
2. Phase: Schweden in der Defensive (1710–1721)
Baltischer und Finnischer Kriegsschauplatz (bis 1714)
Riga II • Wyborg II • Pernau • Kexholm • Reval • Hogland • Pälkäne • Storkyro • Nyslott • Hanko 
Schwed./Norwegischer Kriegsschauplatz (1710–1721)
Helsingborg • Køge-Bucht • Bottnischer Meerbusen • Frederikshald I • Dynekilen-Fjord • Göteborg I • Strömstad • Trondheim • Frederikshald II • Marstrand • Ösel • Göteborg II • Södra Stäket • Grönham • Sundsvall
Norddeutscher Kriegsschauplatz (1711–1716)
Elbing • Wismar I • Lübow • Stralsund I • Greifswalder Bodden I • Stade • Rügen • Gadebusch • Altona • Tönning II • Stettin • Fehmarn • Wismar II • Stralsund II • Jasmund • Peenemünde • Greifswalder Bodden II • Stresow 
Die Belagerung von Reval war eine militärische Intervention im Großen Nordischen Krieg. Während der Belagerung von Riga wurde der Oberst und Kommandant von Narwa, Wasilij Gothoff mit drei Dragonerregimentern nach Reval geschickt, um dieses von der Landseite aus zu blockieren. Nach der Eroberung von Pernau stieß der Generalleutnant Bauer mit sechs Dragonerregimentern und der Brigadier Iwanitzki mit einem Grenadierbataillon und sechs Infanterieregimentern zur Belagerungsarmee. Die direkte Belagerung der Stadt begann am 18. August und endete am 30. September 1710 mit der Kapitulation der schwedischen Garnison.

## Im Vorfeld
Nach der Niederlage der Schweden unter Karl XII. in der Schlacht bei Poltawa marschierte eine russische Armee unter Führung des Zaren Peter I. in die verbliebenen schwedischen Besitzungen in Livland, Estland und Südfinnland ein. Nach der Eroberung der Festungen Pernau und Kexholm war Reval, die Hauptstadt von Estland, die letzte Befestigung der Schweden im baltischen Raum.
Noch während der Belagerung von Riga wurde Generalleutnant Bauer mit der Belagerung von Pernau beauftragt; nach der erfolgreichen Eroberung der Festung nach Reval geschickt, um auch diese Festung zu erobern. Im Vorfeld wurde bereits der Kommandant von Narwa, Oberst Wasilij Gothoff, mit drei Dragonerregimentern zur Blockade der Hafenstadt entsandt.
Während der Belagerungen von Riga und Pernau, sowie der Blockade von Reval wurde der Bevölkerung von Estland bekannt gegeben, dass sie das russische Heer mit Proviant zu versehen hätten, aber keine weiteren Verwüstungen mehr zu befürchten hätten, wie es noch in den Kämpfen von 1700 bis 1709 in dieser Region der Regelfall war. Diese allgemeine Richtlinie gab der russische Zar heraus, um der lokalen Bevölkerung eine Loslösung von den Schweden zu vereinfachen.

## Belagerung
Oberst Gothoff marschierte zu Beginn der Blockade nur bis etwa 15 Meilen an Reval heran. Er wurde dem Generalleutnant Bauer unterstellt und dieser hielt es für ratsam, erst einmal in sicherer Entfernung zur Festung und deren Artillerie zu verweilen und die Versorgungskonvois nach Reval zu überfallen. Im April erhielt er den Befehl, näher an Reval heran zu marschieren. Er nahm die kleine Stadt Oberpahlen ein. Die Adeligen und Landwirte erkannten nun die Gefahr, die von den Russen ausging. Sie brachten ihre Habseligkeiten in die Stadt und als Oberst Gothoff im August noch näher an Reval heranrückte, brachten sie auch ihre Familien und sich selbst in Reval in Sicherheit.
Im August bezog Gothoff mit seinen Truppen am Jerweküllschen See, in der Nähe von Reval, Stellung. Er stellte seine Posten auf und ab Ende August war es niemandem mehr möglich, Reval zu verlassen oder in die Stadt zu kommen. Des Weiteren ließ er den Kanal, welcher aus dem See in die Stadt floss und alle Brunnen sowie Mühlgräben der Stadt speiste, zuschütten. Dadurch verschlechterte sich die Lage in der Stadt zusehends. Viele Stadthäuser hatten zwar private Brunnen, diese waren aber zum Teil von schlechter Wasserqualität oder mit Salzwasser gefüllt. Die Bevölkerung war gezwungen, Regenwasser oder verschmutztes Wasser zum Zubereiten der Speisen und als Getränk zu benutzen. Dies und die übermäßige Zuflucht der Landbevölkerung waren Gründe für den Ausbruch der Pest innerhalb der Stadtmauern.
Am 15. August erreichte der Brigadier Iwanitzki mit einem Grenadierbataillon und sechs Infanterieregimentern die Belagerungstruppen. Er bezog Stellung auf einem Berg unweit von Reval. Ihm folgte am 18. August der Generalmajor Wolkonski und Generalleutnant Bauer mit ihren insgesamt sechs Dragonerregimentern, welche siegreich aus Pernau kamen. Wolkonskis Truppen bezogen auf dem Laksberg und die Regimenter von Generalleutnant Bauer auf dem Tönnisberg Stellung.
Als die Bevölkerung der Vorstädte von Reval die sich annähernden Belagerungstruppen erblickte, flüchtete sie in die Festung und brannten die Vorstädte nieder. Die Domvorstadt sowie die estnische Karlskirche auf dem Tönnisberg und die finnische Kirche wurden dabei zerstört. Obwohl der russische Zar der estländischen Ritterschaft und den Bürgern der Stadt Immunität, Religionsfreiheit und den Erhalt des angestammten Besitzes versprochen hatte, blieben sowohl die Ritter und Adeligen als auch die Bürger von Reval dem Schwedenkönig treu und begannen die Verteidigung zu organisieren.
Während der beginnenden Belagerung der Stadt kreuzten mehrfach schwedische Schiffe mit Nachschubgütern vor der Stadt und beschossen die Stellungen des Brigadiers Iwanitzki. Die hierdurch erlittenen Verluste waren gering. Auch legten die Schiffe nicht im Hafen an, einerseits wegen der grassierenden Pest und andererseits wurden die Schiffe von Hafenmeister nicht an die Pier gelassen, um die Belagerung und das Bombardement nicht zu verschlimmern. Man hoffte, dadurch die Belagerung schneller beenden zu können und wollte den Hafen vor starken Zerstörungen bewahren. Am 22. August wurde Reval von der Landseite her bestürmt. Der Angriff wurde abgewehrt und das Bombardement der russischen Artillerie setzte ein.
Ab dem 30. August verschlechterte sich die Lage in der Stadt weiter. Die Kanäle in die Stadt waren komplett versiegt und die Nahrungsmittel wurden immer knapper. Der Pest fielen täglich 150–170 Mann der schwedischen Besatzungstruppen zum Opfer. Die Geschütze auf der Festungsmauer konnten aus Mangel an Soldaten nicht mehr bedient werden.

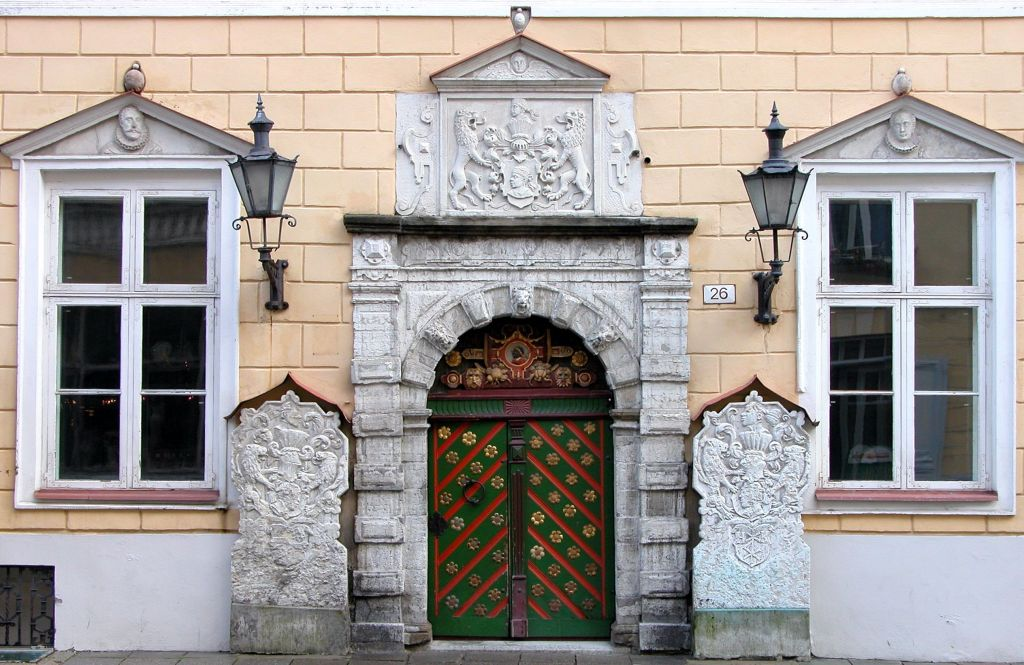
Eingang zum Schwarzhäupterhaus in Reval

Am 9. September schlug Oberst Nieroth einen Ausbruch vor, doch der Kommandant Patkull, welcher zu diesem Zeitpunkt schwer erkrankt war, lehnte ab. Auch in der am folgenden Tag abgehaltenen Ratsversammlung konnten die Ritterschaft, die Gilden und die Bruderschaft der Schwarzenhäupter den Kommandanten nicht zur Durchführung des Ausbruchsversuches überreden. Die Brüder der Schwarzhäupter erklärten: ...sie wären willig für Ihro Königliche Majestät und der Stadt Wohlfahrt ihre Devoir (Pflicht bis zum Tode) zu erfüllen!
Am 24. September wurde der Ritterschaft und dem Rat der Stadt die Anordnung von Peter dem Großen vorgelesen. Die Stadt erklärte dem Generalleutnant gegenüber, dass sie bis zum letzten Blutstropfen die Stadt verteidigen würde. Als weitere Antwort wurde das Sisterntor geschlossen und die Wallbesatzung mit freiwilligen Bürgern der Stadt verstärkt. In der Ratsversammlung vom 26. September wurde ernsthaft über eine Übergabe der Stadt diskutiert. Die stärksten Regimenter waren auf 90 Mann, der Rest auf 60–70 Mann zusammengeschrumpft. Dennoch wurde erst am 29. September ein Unterhändler in das russische Lager gesandt, um die Kapitulationsbedingungen auszuhandeln.

## Die Kapitulation
Am 29. September wurde die Kapitulation der schwedischen Garnison vom russischen Generalmajor Bauer angenommen. In dem dazugehörigen Kapitulationsvertrag wurde der freie und ungehinderte Abzug der schwedischen Truppen einschließlich ihrer Familien und aller Habseligkeiten festgelegt. Den schwedischen Truppen wurde geboten, Reval sofort zu verlassen. Ihnen wurde ein ehrenhafter Abzug gewährt. So war es den Schweden erlaubt, mit ihren eigenen Waffen und einer beschränkten Menge an Munition (12 Schuss pro Gewehr) und acht Kanonen pro Regiment, bei „klingendem Spiel und wehenden Fahnen und Standarten“ die Stadt durch das Haupttor zu verlassen und sich auf dem Hof Wieme und den umliegenden Gütern niederzulassen, bis genügend Schiffe angelandet seien, um sie sicher nach Schweden zu bringen.
Des Weiteren wurde dem Gouverneur Patkull aus Rücksicht auf seinen schweren Krankheitszustand angeboten, den Winter über in Reval zu verbleiben. Der Zar sicherte, wie in seiner Universale angekündigt, den Einwohnern von Reval Religionsfreiheit zu. In der folgenden Nacht legte Kapitän Cornelius Anckarstjerna im Hafen von Reval an. Als er vom abgeschlossenen Kapitulationsvertrag erfuhr, bemächtigte er sich aller Schiffe im Hafen und nahm jeden der schwedischen Garnison an Bord, der es wünschte. Die russische Artillerie und die russische Marine beschossen die schwedischen Schiffe nicht. Sie respektierten die Vereinbarungen des Kapitulationsvertrages.

## Die Folgen
Der Pest, die in Reval mit verheerender Wirkung grassierte, fielen während der Belagerung und in den folgenden Monaten etwa 15.000 Menschen zum Opfer. Nach der Eroberung der letzten schwedischen Festung in Estland veranstaltete der russische Zar in Sankt Petersburg ein großes Fest und auf seinen Befehl schossen alle Geschütze der baltischen Festungen Salut. Peter I. sammelte in Petersburg neue Truppen und zog anschließend mit diesen Richtung Norden, um die südlichen Provinzen Schwedens in Finnland zu erobern.